# Vir (Czarnogóra)
Vir (cyr. Вир) – wieś w Czarnogórze, w gminie Nikšić. W 2011 roku liczyła 815 mieszkańców.